# Internationella demokratiska unionen
Internationella demokratiska unionen (International Democracy Union, IDU) är en internationell union av konservativa partier. Unionen bildades den 24 juni 1983 i London.

## Historik
IDU grundades i London den 24 juni 1983,  enligt Richard V. Allen måste ett parti för att bli medlem kvalificera sig som ett "konservativt" parti influerat av klassisk liberalism.
Den bildande deklarationen undertecknades av 19 personer:
| Person                     | Parti                                  | Land           |
| -------------------------- | -------------------------------------- | -------------- |
| Alois Mock                 | Österrikiska folkpartiet               | Österrike      |
| Margaret Thatcher          | Konservativa partiet                   | Storbritannien |
| Helmut Kohl                | Tysklands kristdemokratiska union      | Västtyskland   |
| Franz Josef Strauss        | Bayerns kristsociala union             | Västtyskland   |
| Jacques Chirac             | Samling för Republiken                 | Frankrike      |
| Andrew Peacock             | Australiens liberala parti             | Australien     |
| Evangelos Averoff-Tossizza | Ny demokrati                           | Grekland       |
| Manuel Fraga               | Folkalliansen                          | Spanien        |
| Oscar Alzaga               | Demokratiska folkpartiet               | Spanien        |
| Susanne Wood               | Nya Zeelands nationella parti          | Nya Zeeland    |
| Glafcos Clerides           | Demokratisk samling                    | Cypern         |
| Ilkka Suominen             | Nationella samlingspartiet             | Finland        |
| Francisco Lucas Pires      | CDS - Folkpartiet                      | Portugal       |
| Tatsuo Tanaka              | Liberaldemokratiska partiet            | Japan          |
| Ulf Adelsohn               | Moderata samlingspartiet               | Sverige        |
| Erik Nielsen               | Kanadas progressiva konservativa parti | Kanada         |
| Poul Schlüter              | Konservativa folkpartiet               | Danmark        |
| Jo Benkow                  | Høyre                                  | Norge          |
| Frank Fahrenkopf           | Republikanska partiet                  | USA            |

## Medlemmar

### Europa
- Moderata samlingspartiet, Sverige
- Kristdemokraterna, Sverige
- Konservative Folkeparti, Danmark
- Isamaa, Estland
- Høyre, Norge
- Samlingspartiet, Finland
- Självständighetspartiet, Island
- Republikanerna, Frankrike
- Partido Popular, Spanien
- Tory-partiet, Storbritannien
- CDU/CSU, Tyskland
- Österrikiska folkpartiet (ÖVP), Österrike
- Kroatiska demokratiska unionen (HDZ), Kroatien

### Asien
- Bharatiya Janata Party, Indien
- Guomindang, Taiwan
- Saenuri-dang, Sydkorea

### Afrika
- New Patriotic Party, Ghana

### Nordamerika
- Republican Party, USA
- Conservative Party, Kanada
- Partido Nacional de Honduras

### Oceanien
- Liberal Party, Australien
- New Zealand National Party, Nya Zeeland
- med flera